# Ulica Osobowicka we Wrocławiu
Ulica Osobowicka we Wrocławiu – ulica biegnąca wzdłuż odrzańskiego Kanału Różanka i prawego brzegu Odry Północnej, łącząca mosty Osobowickie z osiedlem Osobowice-Rędzin. Całkowita długość ulicy – od mostu Osobowickiego i skrzyżowania z ul. Bałtycką na wschodzie do skrzyżowania z ul. Szachistów na północnym zachodzie – wynosi około 6,1 km, i jest najdłuższą ulicą w mieście; przedłużeniem ul. Osobowickiej na wschodzie jest ul. Na Polance, a za zachodzie – peryferyjna ul. Wędkarzy. Ulica przebiega przez osiedla Karłowice-Różanka oraz Osobowice-Rędzin.
Do końca wieku XIX nazywana Oswitzer Chaussee, później Oswitzerstraße, łączyła ze sobą dawną podwrocławską wieś Rosenthal (dziś Różanka) oraz Polinke Acker ("Polinkowe Pola", dziś Polanka) z wsiami Osswitz (Osobowice) i Ransern (Rędzin). Poprzez przeprawę przez Odrę przy Polinkowych Polach droga ta miała połączenie z Wrocławiem. Założenie w 1867 Cmentarza Osobowickiego przyczyniło się do wzrostu znaczenia tej drogi, modne się też stało odwiedzanie podwrocławskich lasów, w tym Lasku Osobowickiego oraz tak zwanych établissements; trzydzieści lat później dotychczasową nietrwałą drewnianą przeprawę przez Odrę zastąpiono nowym ceglanym "Mostem Groszowym" (Gröschelbrücke, dzisiejsze mosty Osobowickie), umiejscowionym kilkaset metrów na wschód, w związku z czym cała komunikacja miasta z cmentarzem, Lasem Osobowickim i Osobowicami (w tym nowo uruchomiona w tym samym czasie komunikacja tramwajowa) odbywała się po ulicy Osobowickiej.

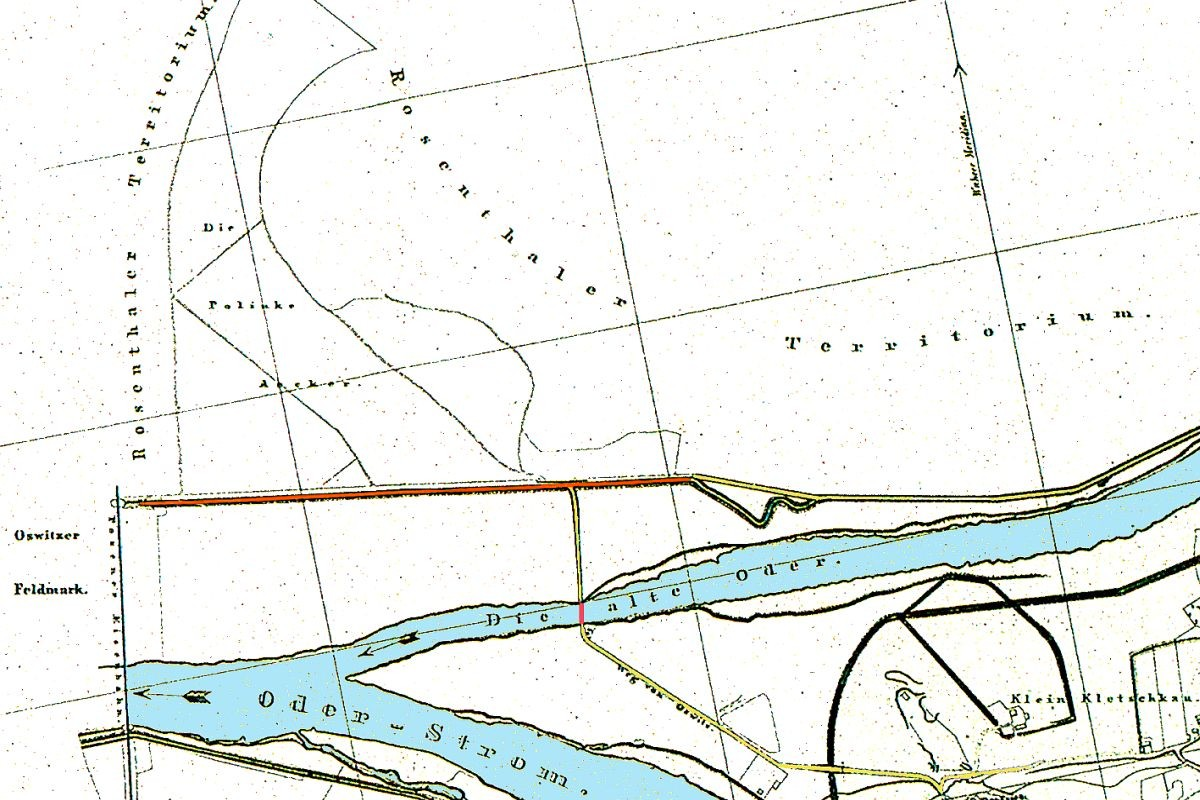
fragment mapy z 1865: położenie dzisiejszej ul. Osobowickiej podkolorowane na jasnobrązowo

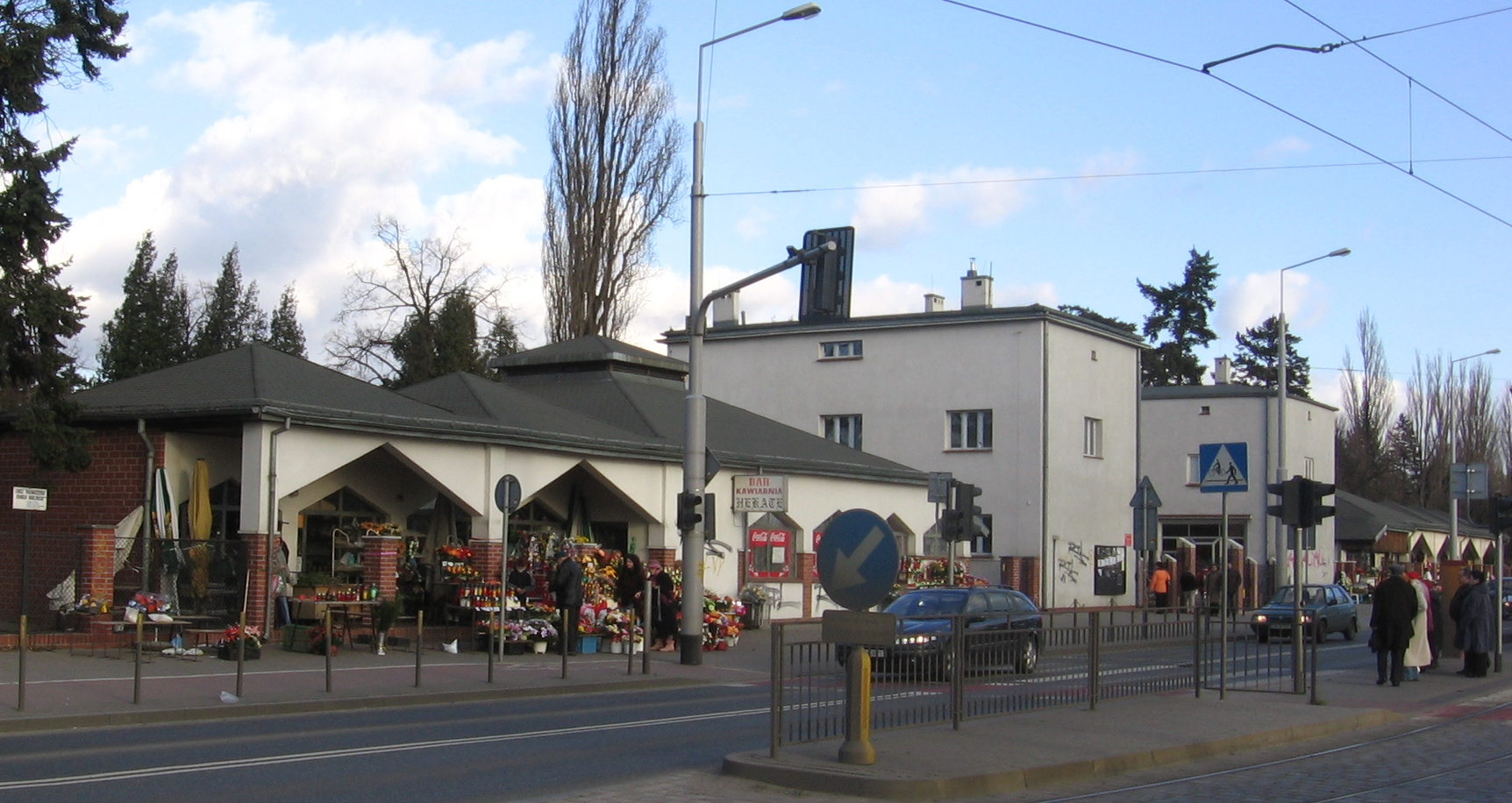
ul. Osobowicka: wejście na Cmentarz Osobowicki

W 1853 Kolej Górnośląska uzyskała koncesję na połączenie kolejowe z Poznaniem; koncesja ta, zrealizowana w 1856, spowodowała dalszy rozwój wrocławskiego węzła kolejowego i spowodowała konieczność wybudowania długiego, blisko czterystumetrowego mostu kolejowego nad Odrą i jej polderami, który specjalnym wiaduktem przeciął także ulicę Osobowicką (na mapce z 1865 obok linia kolejowa widoczna jest przy lewym skraju, obok Oswitzer Feldmark i opisana jest jako Posener Eisenbahn). W 1899 rozpoczęła działalność Breslau – Trebnitz – Prausnitzer Kleinbahn Aktiengesellschaft (Wrocławska Kolej Dojazdowa), która na północnym przyczółku mostów Osobowickich, gdzie zaczyna się ul. Osobowicka, miała połączenie z torami tramwajowymi (tzw. splot) prowadzącymi z pętli na Osobowicach w stronę miasta.
Wzdłuż ulicy na przełomie XIX i XX wieku wybudowano – głównie w obrębie osiedla Osobowice – czynszowe kamienice i wille. Tu znalazły swoje miejsce też Établissement Wiesenheim Baude (Osobowicka 59, dziś zlokalizowany jest tu zarząd cmentarza), restauracja Schillergarten (Osobowicka 89), M. Knabe's Restauration, Garten und Tanz Salon (restauracja, ogród i salon taneczny M. Knabego; Osobowicka 95). Przy ul. Osobowickiej zlokalizowana była również Dampferhaltestelle Oswitz (przystań parowców na Osobowicach), a przy niej – restauracja Hoffmanna. Na posesjach 112-114 mieścił się tutejszy folwark. W 1928 przy ul. Osobowickiej nr 48, naprzeciw cmentarza, zbudowano według projektu R. Konwiarza halę sportową, a obok niej, na nadodrzańskim polderze, organizowane były w latach 30. XX wieku defilady wojskowe. Na początku lat 30. wybudowano na posesjach nr 138-144 typowy dla ówczesnych peryferyjnych osiedli miast niemieckich trzykondygnacyjny wielorodzinny blok mieszkalny (z tego samego okresu pochodzi także czterokondygnacyjny blok zlokalizowany niedaleko Mostu Osobowickiego, nr 11-15), a kościół św. Teresy od Dzieciątka Jezus pod numerem 129, wybudowany "dzięki staraniom kardynała Adolfa Bertrama, ofiarności miejscowych parafian i ks. proboszcza Artura Obera", jak głosi wmurowana w nim tablica pamiątkowa, pochodząca z roku 1931.
Zabudowa ulicy Osobowickiej niemal nie ucierpiała oblężenia miasta w 1945. Po wojnie przez ponad pół wieku, do czasu wybudowania w 2004 roku mostu Milenijnego, ulica wciąż miała znaczenie wyłącznie lokalne. Równocześnie z budową tego mostu przedsięwzięto generalny remont połączony z poszerzeniem i przebudową profilu wschodniego odcinka ul. Osobowickiej w związku z przewidywanym wzrostem ruchu samochodowego. Po ukończeniu północnego fragmentu obwodnicy śródmiejskiej wyremontowana i przebudowana część ul. Osobowickiej pełni rolę drogi lokalnej i dojazdu do cmentarza osobowickiego. Wzmożony ruch samochodowy panuje na niej w okolicach świąt.